# Trzmiel żółty
Trzmiel żółty (Bombus muscorum) — gatunek owada z rodziny pszczołowatych. Zaliczany do pszczół właściwych, plemienia trzmielowate (Bombini). W Polsce tak jak pozostałe gatunki trzmieli podlega ochronie częściowej.